# Глинек (Мирна)
Глинек (словен. Glinek) — поселення в общині Мирна, регіон Південно-Східна Словенія, Словенія.